# Oddone Scarito
Oddone Scarito est un homme politique saint-marinais, premier consul élu avec Filippo da Sterpeto le 1er octobre 1243.

## Biographie
Élu consul , il fut un homme politique qui devint capitaine régent à au moins deux reprises, du 1er octobre 1243 au 1er avril 1244 avec Filippo de Sterpeto et du 1er avril 1253 au 1er octobre 1253 avec Andrea Superchj. le premier chef d'État documenté par des sources de la République de Saint-Marin,.
Une route lui est dédiée au  castello de Borgo Maggiore,.